# جون ك. ديفيس
جون ك. ديفيس (بالإنجليزية: John K. Davis)‏ هو ضابط أمريكي، ولد في 14 مارس 1927 في نيومكسيكو في الولايات المتحدة.